# Nuno Teixeira (Politiker)
Nuno José Dias Teixeira (* 13. Januar 1973 in Funchal) ist ein portugiesischer Politiker der Partido Social Democrata.

## Leben
Teixeira studierte Rechtswissenschaften an der Universität Coimbra. Von 1996 bis 2000 war Teixeira als Rechtsanwalt in Portugal tätig. In der Jugendorganisation seiner Partei hatte er einige leitende Funktionen inne. Von 2000 bis 2009 war er Stellvertreter im Kabinett des Vizepräsidenten der Regionalregierung der Insel Madeira. Seit 2009 ist Teixeira Abgeordneter im Europäischen Parlament.